# Малі Сюрзі
Малі Сюрзі́ (рос. Малые Сюрзи) — присілок у складі Увинського району Удмуртії, Росія.

## Населення
Населення — 128 осіб (2010; 182 в 2002).
Національний склад станом на 2002 рік:
- удмурти — 96 %

## Урбаноніми[3]
- вулиці — Лучна, Польова, Центральна